# گل‌راعیان
گل‌راعیان (نام علمی: Hypericaceae) نام یک تیره از راسته مالپیگی‌سانان است.